# Battaglia di Rapallo (1431)
La  Battaglia di Rapallo , conosciuta anche dalle fonti come  la battaglia del ciocco  fu uno scontro navale significativo avvenuto nel 1431, nell'ambito delle Guerre di Lombardia, che vedevano contrapporsi la Repubblica di Venezia e la Repubblica di Firenze (alleate) contro il Ducato di Milano e la Repubblica di Genova (alleata di Milano).

## Premesse
La flotta veneziana, sotto il comando di Pietro Loredan, era salpata con l'obiettivo di colpire la Liguria, allora sotto il controllo del Ducato di Milano (attraverso la Repubblica di Genova, sua alleata). L'intento era di danneggiare le linee di rifornimento milanesi e indebolire la presa dei Visconti su Genova, strategica per il controllo del Mar Ligure. La flotta genovese, al comando di Francesco Spinola, aveva il compito di intercettare e respingere l'attacco veneziano; era a bordo di una galea anche il capitano Jacomo Vallisneri, emissario del duca di Milano, con l'incarico di guidare personalmente una truppa di lancieri nell'eventualità di un attacco su terra.
La flotta veneziana si avvicinò alla costa ligure, probabilmente al largo di San Fruttuoso nei pressi di Rapallo, cercando il momento opportuno per lo scontro o per lo sbarco. La flotta genovese si dispose per intercettarla. La conformazione della costa e le condizioni meteorologiche (vento e mare) avrebbero giocato un ruolo importante nella disposizione e nelle manovre iniziali.

## Lo scontro
La battaglia vera e propria ebbe inizio quando le due flotte si incontrarono. Le galee, armate di bombarde leggere (cannoni rudimentali dell'epoca), baliste e arcieri, si affrontarono in un combattimento serrato. 
Pietro Loredan dimostrò grande abilità tattica e coraggio. Si dice che abbia condotto personalmente le sue galee nel cuore dello scontro, animando i suoi uomini. La sua esperienza e la disciplina della flotta veneziana furono cruciali.
Nonostante il valore dei Genovesi, la battaglia si volse rapidamente a favore dei Veneziani. La combinazione di una migliore organizzazione, l'abilità di Loredan e forse anche un certo elemento sorpresa o superiorità numerica e tecnologica (ad esempio, nell'uso delle artiglierie navali) contribuì alla sconfitta genovese.

## Conseguenze
La vittoria veneziana fu netta e portò a un temporaneo indebolimento del controllo milanese sulla Liguria. I Veneziani furono in grado di saccheggiare le coste e affermare la loro superiorità navale nel Tirreno settentrionale. Questo ebbe ripercussioni sul corso delle Guerre di Lombardia, costringendo Milano a rivedere le proprie strategie.
In sintesi, la Battaglia di Rapallo fu uno scontro navale intenso, caratterizzato da manovre di abbordaggio e combattimento ravvicinato, in cui la superiorità tattica e l'esperienza della marina veneziana sotto Loredan si imposero sulla flotta genovese-milanese.

## Curiosità
Esistono due tesi sul motivo della denominazione della battaglia:
- Secondo lo storico veneziano Sor Todaro Bragalon ( Chronega Venexana , 1494) "eli dui nemisi, contra che ereveno steti inimigadi per tant'anni de loro vida a' publiga demonstraxion de cavalaria se encontraven in sol ponto dela nava del genoese e xe bateono le mane a guisa che fazen i portolani de Mestra et xe udiven sonare el ciocho romoroso, significando la pace facta a' general concordamento."
- Secondo invece la Cronaca Anonima Genovese (inizi XVI sec.) il cosiddetto  ciocco  si dovette "alo fragoroso cozare dele galere nelo momento en cui si scontrarano iniziando la battaglia".

La discordanza della fonte genovese è forse dovuta alla volontà di sorvolare su un particolare umiliante per la storia della marineria della Superba, come sarebbe stato quello di un suo ammiraglio costretto dalla disfatta a siglare la resa con un gesto tipico dei marinai veneziani.